# Rohaczyn Wieś
Rohaczyn Wieś (ukr. Рогачин-село) – dawna wieś, obecnie południowo-zachodnia część wsi Rohaczyn (dawniej miasteczka) na Ukrainie w obwodzie tarnopolskim w rejonie tarnopolskim. Rozpościera się na kształt ulicówki równolegle do Wulki, po prawym brzegi Narajówki (dawniej Lipiny), w odległości około 1 km od Rohaczyna Miasteczka z rynkiem.

## Historia
Dawniej Rohaczyn  Wieś stanowił wieś i gminę jednostkową, odrębną od Rohaczyna Miasta, początkowo w Bezirk Brzeżany, a od 1867 w powiecie brzeżańskim; w 1854 roku liczył 384 mieszkańców.
W II RP przynależała do woj. tarnopolskiego i powiatu brzeżańskiego; w 1921 roku liczba mieszkańców wsi wynosiła 362, a obszaru dworskiego 28. 
1 sierpnia 1934, w związku z reformą administracyjną kraju gminy jednostkowe Rohaczyn Wieś i Rohaczyn Miasto zniesiono, a w ich miejsce utworzono dwie gromady, które weszły w skład  włączono do nowo utworzonej zbiorowej gminy Kurzany.
Po II wojnie światowej w ZSRR, gdzie został połączony z Rohaczynem (miasteczkiem) w jedną wieś.